# Combourg
 Combourg  es una población y comuna francesa, situada en la región de Bretaña, departamento de Ille y Vilaine, en el distrito de Saint-Malo y cantón de Combourg.

## Historia
Combourg adquiere importancia durante la Edad Media al convertirse en la sede de un señorío fundado por el obispo de la cercana localidad de Dol.

## Política

### Alcaldes
| Alcalde              | Inicio y fin del mandato | Inicio y fin del mandato | Partido | Partido               | Ocupación y funciones políticas |
| -------------------- | ------------------------ | ------------------------ | ------- | --------------------- | --- |
| Pierre Roussel       | 1900                     | 1903                     |         |                       | Agricultor Dimisionario |
| Valentin Cutté       | 1903                     | 1919                     |         | Republicano           | Comerciante de granos y de mantequilla Reelegido en 1904, 1908 y 1912 |
| Émile Bohuon         | 1919                     | 1938                     |         | Radical independiente | Veterinario Consejero general del cantón de Combourg (1928-1938) Reelegido en 1925, 1929 y 1935 Fallecido en el ejercicio de su cargo                                            |
| Joseph Hubert padre  | 1939                     | 1944                     |         | Radical               | Comerciante de vinos Fallecido en el ejercicio de su cargo |
| Eugène Legendre      | 1944                     | 1945                     |         | Radical socialista    | Cultivador |
| Abel Bourgeois       | 1945                     | 1970                     |         | Radical socialista    | Notario Consejero general del cantón de Combourg (1945-1949 y 1955-1967) Vicepresidente del consejo general de Ille-et-Vilaine Reelegido en 1947, 1953, 1959 y 1965 Dimisionario |
| Joseph Hubert hijo   | 1970                     | 1971                     |         | Centroizquierda       | Médico generalista Elegido después la dimisión del anterior alcalde |
| André Belliard       | 1971                     | 1977                     |         | UDR / RPR             | Médico generalista Consejero regional de Bretaña (1974-1998) Consejero general del cantón de Combourg (1967-1998)                                                                |
| Joseph Hubert hijo   | 1977                     | 1983                     |         | Centroizquierda       | Médico generalista |
| André Belliard       | 1983                     | 1995                     |         | RPR                   | Médico generalista, senador suplente Consejero regional de Bretaña (1974-1998) Consejero general del cantón de Combourg (1967-1998) Reelegido en 1989                            |
| Marie-Thérèse Sauvée | 1995                     | 2001                     |         | PS                    | Comerciante, diputada suplente Consejera general del cantón de Combourg (1998-2015) Vicepresidenta del consejo general de Ille-et-Vilaine (2008-2015)                            |
| Joël Le Besco        | 2001                     | En cargo                 |         | Derecha diversa       | Veterinario retirado Vicepresidente de la Comunidad de municipios Bretaña romántica Reelegido en 2008, 2014 y 2020                                                               |

## Demografía
| 4339 | 4457 | 4647 | 4733 | 4843 | 4850 | 5702 | 5739 | 5912 | 5940 | 5963 |
| Para los censos de 1962 a 1999 la población legal corresponde a la población sin duplicidades (Fuente: INSEE [Consultar]) |      |      |      |      |      |      |      |      |      |      |

## Lugares y monumentos

### Monumentos históricos

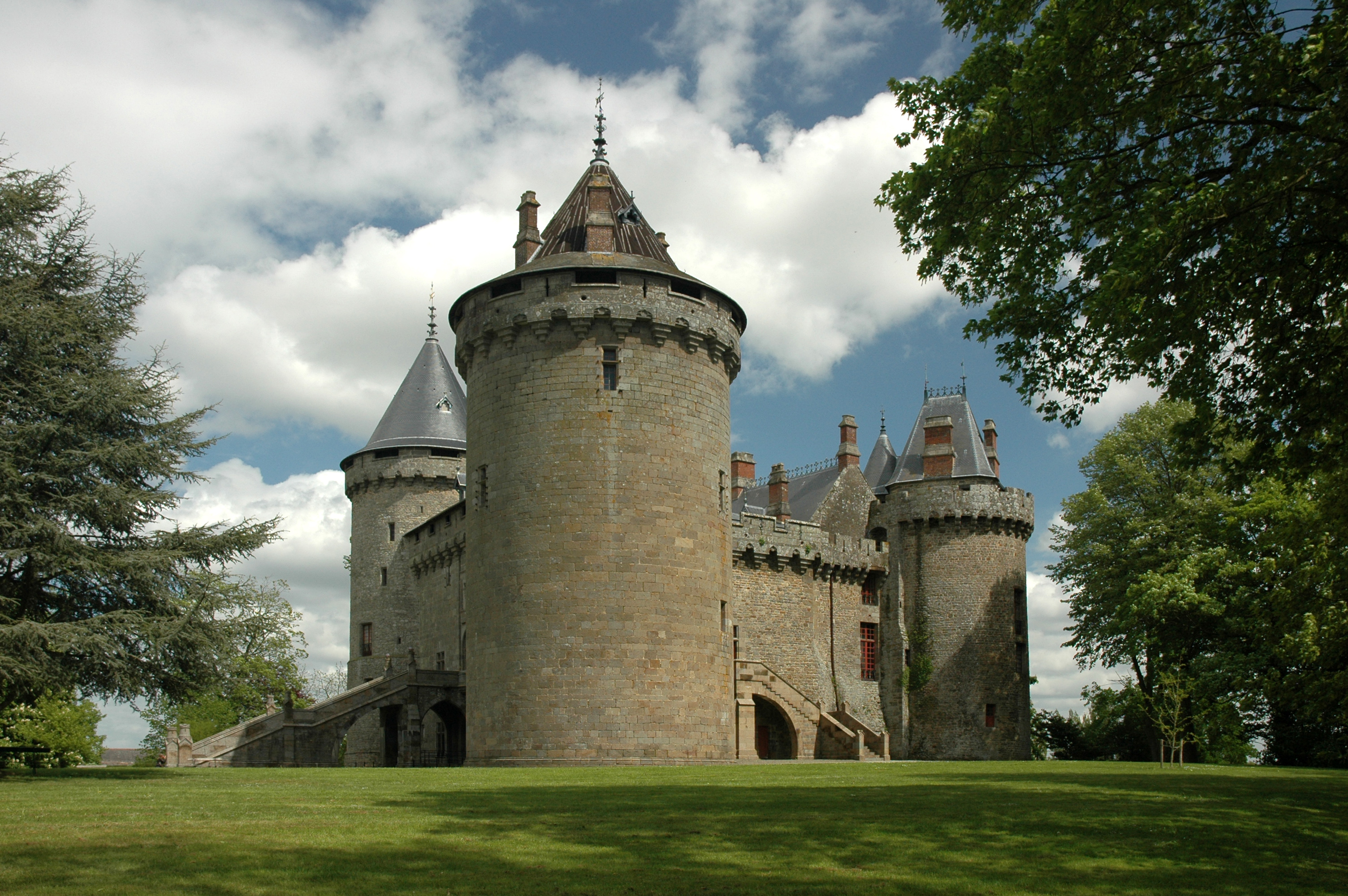
Castillo de Combourg

Aparte de algunos edificios que remontan a época medieval, el gran monumento de Combourg es su castillo. Edificado entre el siglo XI y XV y después remodelado en el siglo XIX, Chateaubriand pasó en él una parte de su infancia. Hoy en día está catalogado como Monumento Histórico.
- Casa Solariega del Grand Trémaudan
- Casa de la Linterna

### Otros edificios
- Estatua de Chateaubriand, ubicada en la Plaza del mismo nombre
- Ayuntamiento, edificio construido entre 1906 y 1907 por el arquitecto Édmond Pariset
- Torre del Ahorcado
- Casa de Los Templarios
- Relevo de los Príncipes
- Colegio público Chateaubriand
- Iglesia parroquial Notre Dame de la Asunción